# Río Mbam
El río Mbam es un río de Camerún, que fluye por la meseta Adamawa y desemboca en el río Sanaga —uno de los principales ríos de Camerún, que desemboca en el golfo de Biafra, junto a la ciudad de Duala—, del que es su principal afluente. Su cuenca hidrográfica ocupa una superficie de 42 300 km².